# Дураку, Эмин
Эмин Дураку (алб. Emin Duraku; 1 января 1917, Джяковица — 5 декабря или 23 декабря 1942, Призрен) — югославский партизан во время Второй мировой войны, национальный герой Албании и Югославии.

## Биография
Косовский албанец. Был одним из первых албанцев-участников народно-освободительной войны Югославии против немецких оккупантов и их союзников.
Коммунист. Под руководством югославского коммунистического сопротивления принимал участие в организации партизанского движения и боевых действий на территории Косово. Занимал пост председателя Джяковицкого партизанского комитета.
Входил в состав бюро обкома партии.
В декабре (по разным данным 5 или 23) 1942 года умер от ран, полученных в бою с итальянскими войсками в Липляне. После его смерти, албанский партизанский отряд, сформированный в январе 1943 года и действовавший в Косово, был назван в его честь.

## Награды
- За отвагу и мужество 7 июля 1952 указом Президиума Народной скупщины Югославии было посмертно присвоено звание Народного героя Югославии. Ему также присвоено звание национального героя Албании.
- Орден Народного героя (СФРЮ)
- орден «Золотая звезда» (Албания)